# یوزف فوکس (دوچرخه‌سوار)
یوزف فوکس (انگلیسی: Josef Fuchs؛ زادهٔ ۲۴ ژوئیهٔ ۱۹۴۸) دوچرخه‌سوار اهل سوئیس است.
وی در مسابقات کشوری و بین‌المللی در مجموع برندهٔ ۱ مدال نقره، ۱ مدال برنز شده‌است.